# Соборная грамота духовенства православной Восточной Церкви, утверждающая сан царя за Великим Князем Иоанном IV Васильевичем, 1561 года
Собо́рная гра́мота духове́нства правосла́вной Восто́чной Це́ркви, утвержда́ющая сан царя́ за Вели́ким Кня́зем Иоа́нном IV Васи́льевичем, 1561 го́да — документ, составленный от имени Константинопольского собора 1561 года, во главе с Патриархом Константинопольским Иоасафом II, в котором греческие иерархи единогласно благословляют русского великого князя Ивана Васильевича на царство.
В XV веке в Византии произошли существенные изменения. 6 июля 1439 года греческое православное духовенство подписало с католиками унию во Флоренции, на Русь был назначен и послан папский легат митрополит Исидор, который должен был ввести и утвердить унию среди русских. Уния была встречена враждебно на Руси, великий князь Василий арестовал Исидора. Созванный по этому поводу в 1441 году в Москве Собор епископов Северо-Восточной Руси, осудил митрополита Исидора как еретика и отступника и отверг Унию. Московский Собор 1448 г., созванный великим князем Василием, 15 декабря поставил на Русскую митрополию епископа Рязанского Иону без согласования с Константинопольским патриархом-униатом (Константинопольские патриарх и император находились в Унии до взятия турками Константинополя, до 29 мая 1453 года), с титулом «Митрополит Киевский и всея Руси»., а Русская церковь стала автокефальной с этого времени.
В 1453 году Константинополь был взят и Византийская империя прекратила своё существование. После стояния на Угре в 1480 году пришёл конец монголо-татарскому игу и Русское государство стало независимым не только фактически, но и формально.
После этих исторических событий на Руси возникает идея о царской власти московских князей. Данная идея опиралась на факты: русское государство сохранило чистоту Православия и независимо. Одним из первых, кто сформулировал новую идею, был митрополит Зосима. В сочинении «Изложение пасхалии», поданном московскому собору в 1492 г., он подчёркивал, что Москва стала новым Константинополем благодаря верности Руси Богу. Сам Бог поставил Ивана III — «нового царя Константина новому граду Константину — Москве и всей Русской земли и иным многим землям государя».. Значительный вклад в идеологическое обоснование прав московских правителей на царский титул внёс Иосиф Волоцкий. Он доказывал в своём послании к Василию III тезис о божественном происхождении царской власти: «царь убо естеством (телом) подобен есть всем человеком, а властию же подобен есть вышням (всевышнему) Богу». Большую роль в обосновании правопреемственности Руси Византии сыграло «Сказание о князьях Владимирских». Согласно ему, киевский князь Владимир Мономах получил царский венец («шапку Мономаха») и другие регалии от своего деда императора Константина Мономаха. Следующим в ряду идеологических основ провозглашения Русского государства царством стало послание Василию III монаха псковского Елиазарова монастыря Филофея, выдвинувшего известный тезис «Москва — третий Рим». Как указывает Р. Г. Скрынников, в основе концепции Филофея лежало представление о неком «Ромейском царстве нерушимом»: крушение двух царств, Римской империи и Византии, расчистило место для московского православного царства.
Иван IV, воспитанный на новой идеи решил реализовать её и согласно решению церковного собора был венчан на царство 16 января 1547 года митрополитом Макарием.
В 1556 году от Патриарха Константинопольского Дионисия в Москву за милостынею приехал митрополит Евгрипский и Кизический Иоасаф. 30 января 1557 года Иван IV отправил посольство в Константинополь, вместе с митрополитом Иоасафом был послан бывший архимандрит Спасо-Евфимиева монастыря Феодорит, для того, чтобы получить благословение на своё царское достоинство от Православной Церкви Восточной, получить у патриарха утвердительной грамоты государю в сане царя. Патриарх Иоасаф II прислал утвердительную грамоту для Ивана Грозного в 1562 году. Её привёз митрополит Иоасаф. Вместе с грамотой Патриарх Иоасаф II прислал сопроводительное частное письмо, в котором хотя и признавал царское венчание Ивана Грозного и давал благословение, но утверждал, что венчать на царство могут лишь двое: папа Римский и патриарх Константинопольский. В этом же письме Патриарх Иоасаф II предлагал Ивану Грозному повторить царское венчание; патриарх предлагал государю, чтобы это сделал митрополит Иоасаф, его патриаршим именем. Грамоту Иван Грозный оставил себе, но от повторного венчания отказался. По мнению Е. Голубинского, таким образом патриарх на Востоке хотел выступить в роли папы Римского, который на Западе раздавал короны государям.
Грамота написана на большом листе пергамента, внизу на багряной шёлковой ленточке прикреплена свинцовая печать. На печати: на одной стороне —изображение Богородицы с младенцем Христом на руках, на другой стороне — надпись: др.-греч. «Ἰωάσαφ, ἐλέω Θεοῦ, ἀρχιεπίσκοπος Κωνσταντινουπόλεως, νέας Ρώμης καὶ οἰκουμενικός πατριάρχης» — «Иоасаф, милостью Божьей, архиепископ Константинополя, нового Рима и Вселенский патриарх». Под грамотой подпись патриарха, 32 митрополитов, 1 архиепископа и 3 епископов.
В грамоте указывается на то, что родословная Ивана Грозного ведёт своё начало от сестры императора Василия Багрянородного Анны, всячески превозносятся личные качества Ивана Грозного и в конечном итоге именем Бога даётся благословение на царское достоинство. Документ в настоящее время хранится в РГБ.
Иван Грозный написал ответное письмо Патриарху Иоасафу в сентябре 1563 года, в котором просил патриарха раздать милостыню подписавшим грамоту. Патриарху — 270 рублей, пяти митрополитам — по 50 рублей, шести митрополитам — по 40 рублей, остальным митрополитам и архиепископу — по 30 рублей, трём епископам — по 20 рублей.
Палеографическое исследование грамоты, проведенное в конце XIX века В. Э. Регелем, показало, что подписи, за исключением подписи самого Иоанна IV, а также митрополита Иоасафа, написаны одной рукой. Регель поставил под сомнение историчность Собора, не упоминающегося в греческих источниках, и заключил, что Иоасаф, зависевший от денежной помощи из России, по собственной инициативе составил грамоту от имени Собора. На основании этого исследования в начале XX века достоверность грамоты была поставлена под сомнение.
В середине XX века исследование грамоты, проведенное Б. Л. Фонкичем, частично подтвердило выводы Регеля: подписи некоторых иерархов (митрополитов Феоны Солунского, Иоасафа Фиванского) неподлинны, большинство подписей сделано 2-3 писцами. Тем не менее этих обстоятельств «не достаточно, чтобы сделать вывод о неподлинности самой грамоты». Такое могло произойти в случае получения Иоанном копии грамоты переписанной писцами.
Патриарх Иоасаф II управлял Константинопольской церковью самовластно, не собирая церковного собора в 1561 году, но от имени собора составил документ, в котором дано благословение Ивану Грозному на царство. Патриарх рассчитывал на богатое царское денежное вознаграждение и подписи иерархов подделал, а деньги — царскую милостыню забрал себе. Патриарх 15 января 1565 года собрал большой собор греческих иерархов из 50 митрополитов и одного епископа, Иоасаф хотел издать грозные постановления и наказать непокорных ему клириков. Но собор вопреки ожиданию патриарха обратился против него самого. На соборе данный некрасивый поступок с грамотой патриарха Ивану Грозному, как и многие другие неправомочные действия Иоасафа были обличены; Иоасафа обвинили в симонии, лишили патриаршества и сослали на Афон.